# 后深草院二条
后深草院二条（日語：後深草院二条，1258年—？），日本镰仓时代的女作家之一。出生显贵，父親是中宮大納言源雅忠（久我雅忠），母親是四条大納言藤原隆親之女近子。早年為後深草院工作時被稱為二条，生活优裕，后出家为尼。她四处漂泊，著有日記文學《不問自語》，为后世学者研究13世纪前后的日本历史的重要参考。

## 扩展阅读
- Karen Brazell. The Confessions of Lady Nijo (preface). A Zenith book published by Arrow Books Ltd., London, 1973. ISBN 0-600-20813-3